# Annabel Wolf
Annabel Wolf (* 3. Januar 1997 in Köln) ist eine deutsche Synchronsprecherin. 
Bekannt ist sie durch die Stimme der Laura in dem Film Lauras Stern und der geheimnisvolle Drache Nian sowie dessen Fortsetzung Lauras Stern und die Traummonster. Außerdem hat sie in anderen Filmen und Serien mitgesprochen. Des Weiteren ist sie manchmal in Funk- oder Werbespots zu hören. Ihre Eltern Volker Wolf und Ilya Welter arbeiten ebenfalls als Synchronsprecher.